# Wybory parlamentarne w Albanii w 1950 roku
Wybory parlamentarne w Ludowej Socjalistycznej Republice Albanii odbyły się 28 maja 1950 roku. Kandydaci byli nominowani przez Front Demokratyczny, podlegający komunistycznej Albańskiej Partii Pracy, na czele z Enverem Hodżą.
Front Demokratyczny zdobył 121 miejsc w parlamencie albańskim, przy frekwencji 99,4%.

## Wyniki
| Partia                       | Ilość głosów | % głosów | Miejsca w parlamencie | Zmiana +/- |
| Front Demokratyczny          | 626 005      | 98.2     | 121                   | +39        |
| Bezpartyjni                  | 11 573       | 1.8      | -                     | -          |
| ---------------------------- | ------------ | -------- | --------------------- | ---------- |
| Głosy nieważne               | 0            | -        | -                     | -          |
| Łącznie                      | 637 578      | 100      | 121                   | +39        |
| Na podstawie Nohlen & Stöver |              |          |                       |            |